# Polydrusus formosus
Björkglansvivel, Polydrusus formosus, är en skalbaggsart som först beskrevs av Mayer 1779. Arten kan ses mellan april till juni och då oftast på björk men ovanligen på olika arter av hagtorn, asp, körsbär och ek där de suger näring ur blad och knoppar. Äggen läggs individuelt i marken och de nykläckta ungarna söker föda på rötter. Den ingår i släktet Polydrusus, och familjen vivlar. Arten är reproducerande i Sverige.

## Bildgalleri

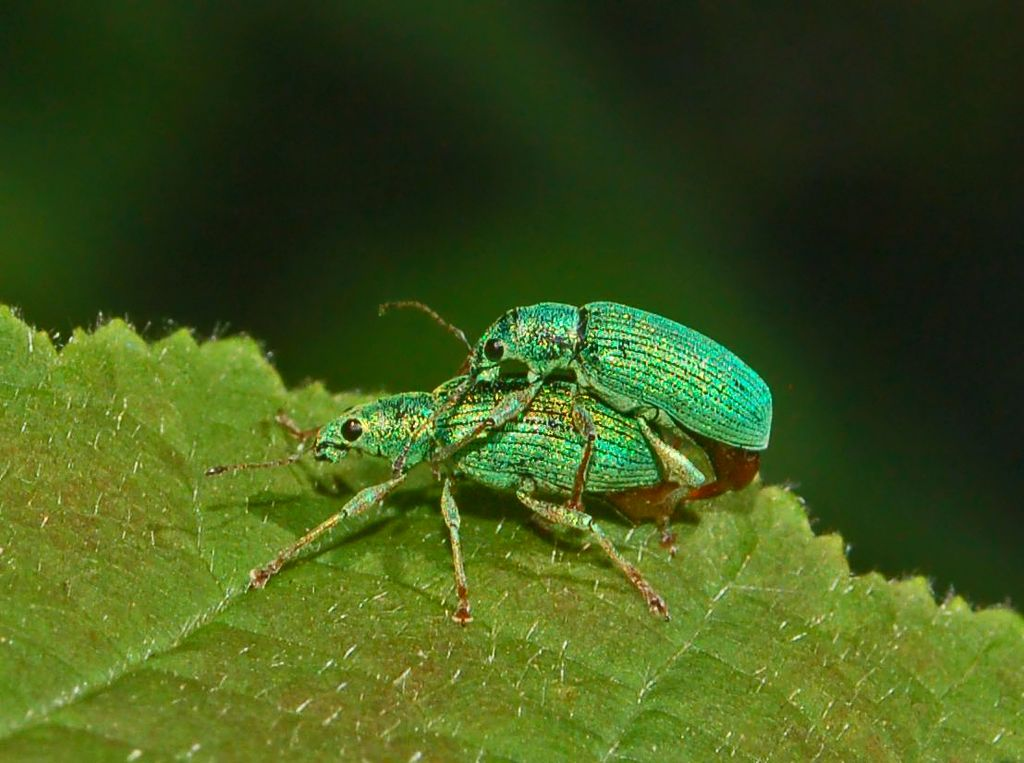